# Doksazosin
Doksazosin mesilat, hinazolinsko jedinjenje koje Pfizer prodaje pod imenima Kardura i Karduran, je α1a-selektivni alfa blokator koji se koristi za tretiranje visokog krvnog pritiska i urinarne retencije vezane za benigno uvećanje prostate (BPH).
On je alfa blokator koji inhibira vezivanje norepinefrina (oslobođenog iz simpatetičkih nevnih terminala) za alfa-1 receptore na membrani vaskularnih ćelija glatkih mišića. Primarni efekat ove inhibicije je relaksirani vaskularni ton mišića (vazodilatacija), čime se smanjuje periferni vaskularni otpor, i to dovodi od umanjenja krvnog pritiska.

## Efikasnost
Marta 2000, ALLHAT studija je zaustavila svoja ispitivanja, jer je doksazosin bio manje efektivan od jednostavnih diuretika, i zato što su pacijenti imali 25% viši nivo kardiovaskularnih bolesti i dvaput viši nivo kongestivnog zatajenja srca od pacijenata na diureticima. Pfizer je lansirao sofisticiranu kampanju kontrole štete početkom 2000, tako da prodaja u velikoj meri nije bila umanjena, uprkos rezultata studije.
Nedavne studije su ustanovile da je doksazosin delotvoran u treatiranju erektilalne disfunkcije (ED). Takođe je pokazano da je doksazosin u izvesnoj meri efektivan u tretiranju hroničnog epididimitisa.

## Spoljašnje veze
|  | Molimo Vas, obratite pažnju na važno upozorenje u vezi sa temama iz oblasti medicine (zdravlja). |